# Atrax robustus
Atrax robustus là một loài nhện trong họ Hexathelidae. Loài này thường được tìm thấy trong vòng bán kính 100 km (62 mi) quanh Sydney, New South Wales, Australia. Nó là một loài nhện độc với một vết cắn có khả năng gây chấn thương nghiêm trọng hoặc tử vong ở người nếu không được điều trị.Còn được gọi là "nhện việt cỏ" hoặc "nhện đầu đỏ," đây là loài nhện độc nguy hiểm tại Úc. Chúng có độc tố mạnh và có khả năng gây chết người nếu không được xử lý kịp thời.